# Wiesje Boonzaaijer
Louise Woutera Boonzaaijer-van Roekel (Ede, 7 maart 1923 - aldaar, 6 oktober 2016) was een Nederlandse verzetsstrijder in de Tweede Wereldoorlog.

## Levensloop
Boonzaaijer was de dochter van Steven Boonzaaijer die een boerderij had aan de Rijksweg 18 in Ede. Ze was tijdens de Tweede Wereldoorlog aangesloten bij Groep-De Vries, een verzetsgroep die viel onder leiding van Evert Jan van Spankeren. In september 1944 ging deze groep op in de Binnenlandse Strijdkrachten. In Ede onderhield zij het contact tussen de plaatselijke verzetsleiding en de verschillende koeriersposten. Op 14 november 1944 arresteerden de Duitsers in Ermelo de regionale districtcommandant Berend Dijkman. Daarbij trof de Sicherheitsdienst zijn persoonlijke archief aan. Tijdens de verhoren sloeg Dijkman door en vertelde dat het adres van de familie Boonzaaijer functioneerde als koerierspost en dat Wiesje Boonzaaijer een van de koeriersters was. 
Een half uur voordat de Duitsers op 18 november 1944 binnenvielen werd de familie Boonzaaijer door de verzetsman Evert Jan van Spankeren gewaarschuwd. Zij pakte gelijk haar gereedstaande koffer en vluchtte naar het adres van een broer van haar verloofde Henk van Roekel in Veenendaal. De Duitsers namen wel haar vader en moeder mee. Op het moment van huiszoeking arriveerden de twee koeriersters Nonnie van den Bosch en Truus van Kuyk die beiden werden ingerekend. Zowel haar moeder als de twee koeriersters overleefden de oorlog, vader Steven verloor het leven in het concentratiekamp Wöbbelin, een subkamp van Neuengamme.
Na de oorlog trouwde Boonzaaijer met Van Roekel. Ze betrokken haar ouderlijke boerderij aan de Rijksweg 18. De boerderij maakte later plaats voor de nieuwe wijk Kernhem. Samen kreeg het echtpaar vier kinderen. Vanaf april 2017 is er een Wiesje Boonzaaijerstraat in de verzetsheldenbuurt op het voormalige kazernecomplex Ede-Oost.